# Polifilesco
Il polifilesco è la lingua letteraria usata nel romanzo allegorico Hypnerotomachia Poliphili (1499) attribuito a Francesco Colonna e ritenuto uno dei capolavori dell'Umanesimo italiano.
Esso consiste in una prosa grammaticalmente impostata sul volgare toscano – perlopiù boccacciano – in cui tuttavia si innestano parole latine di registro elevato: è perciò il contrario del latino maccheronico, il quale si applica alla scrittura in versi e in cui a una tessitura morfosintattica latina fa riscontro l'inserimento di termini dialettali anche scurrili.
Come il maccheronico prefolenghiano, anche il polifilesco matura in area veneta, ma differenti sono gli scopi: parodici per il primo, di nobilitazione stilistica per il secondo.

## Esemplificazione
Polifilesco:
«Stupefacto dunque non poco, ruminando, & cum summo dilecto curioso riguardando tale ingente machina conflata in animale da humano ingenio, dignissimo imaginato, che in omni membro indefectamente participasse la egregia harmonia & compaginatione. Onde nella retinente memoria mi soccorse il fortunevole cavallo Seiano.»
Maccheronico:
«lustrabant sylvas, perque ulmos perque pioppas 
errabant laeti, mirantes prata, fiores.
...Baldus de risu crepat, schioppatque Lonardus,
atque alii rumpunt strepitosis pectora grignis.
Cingar nil ridet, sed fingit habere dolorem,
esseque disgratiam simulat quod aposta cadutum est.» 